# 戴汝義
戴汝義（—1652年12月21日），號宜甫，長洲周莊鎮（今屬昆山市）人。
上海县学诸生，早年遊太學，慷慨仗義，喜狂飲，“往往以直戆忤時輩”。与金圣叹有交往，曾聘為塾師，並在家中扶乩。顺治八年（1652年）十一月二十一日去世。
有子戴之儦。